# Praseodimio
Il praseodimio è l'elemento chimico di numero atomico 59 e il suo simbolo è Pr.

## Caratteristiche
Il praseodimio è un metallo tenero di colore argenteo appartenente al gruppo dei lantanidi.
Esposto all'aria subisce ossidazione e si copre di una patina di ossido verde che lo preserva dall'ulteriore corrosione. Questo processo, detto passivazione, proteggendo lo strato interno dall'ossidazione, lo rende più resistente alla corrosione degli analoghi europio, lantanio, cerio e neodimio.
È generalmente conservato in recipienti ermetici o immerso in olio minerale.

## Applicazioni
Usi del praseodimio:
- Come componente nelle leghe terre rare/cobalto per i magneti permanenti nei motori elettrici brushless, in particolar modo per i magneti delle turbine eoliche, oggi il settore che ne fa maggior uso.[1]

- Come agente legante del magnesio per creare leghe ad alta resistenza usate nei motori d'aereo.
- Per formare il nucleo delle luci ad arco usate nell'industria cinematografica per l'illuminazione dei teatri di posa e lampade per proiettori.
- Si usano i composti del praseodimio per conferire al vetro e agli smalti un colore verde chiaro.
- Come componente del vetro al didimio, che serve per alcuni tipi di occhiali per saldatori e soffiatori di vetro.

## Storia
Il nome praseodimio viene dal greco prasios, verde e didymos, gemello.
Nel 1841 il chimico svedese Carl Gustav Mosander estrasse la terra rara didimio da un minerale di lantanio. Nel 1874 Per Theodor Cleve concluse che il didimio era in realtà una miscela di due elementi e nel 1879, Paul Émile Lecoq de Boisbaudran isolò una nuova terra, il Samario, dal didimio ottenuto dal minerale samarskite. Nel 1885 il chimico austriaco barone Carl Auer Freiherr von Welsbach separò il didimio in due elementi, praseodimio e neodimio, che davano sali di colori diversi.

## Disponibilità
Il praseodimio si trova nei minerali di terre rare monazite e bastnasite, e può essere recuperato da queste con un processo di scambio ionico. Il praseodimio costituisce inoltre il 5% circa del mischmetal.

## Composti
I composti del praseodimio includono:
Fluoruri
- PrF2; PrF3; PrF4

Cloruri
- PrCl3

Bromuri
- PrBr3; Pr2Br5

Ioduri
- PrI2; PrI3; Pr2I5

Ossidi
- PrO2; Pr2O3; Pr6O11

Solfuri
- PrS; Pr2S3

Selenuri
- PrSe

Tellururi
- PrTe; Pr2Te3

Nitruri
- PrN

## Isotopi
Il praseodimio in natura è composto di un solo isotopo stabile, il 141Pr. Sono stati trovati o sintetizzati 38 radioisotopi, di cui i più stabili sono il 143Pr con emivita di 13,57 giorni e il 142Pr con emivita di 19,12 ore. Tutti gli altri isotopi radioattivi hanno emivite di poche ore, e la maggior parte non arriva a un minuto. Questo elemento ha anche sei stati meta di cui i più stabili sono il 138mPr (t½ 2,12 ore), 142mPr (t½ 14,6 minuti) e 134mPr (t½ 11 minuti).
Gli isotopi di praseodimio hanno un peso atomico che va da 120,955 (121Pr) a 158,955 (159Pr). Il modo di decadimento prevalente prima dell'isotopo stabile, 141Pr, è la cattura elettronica; quello prevalente dopo è il decadimento beta. Il principale prodotto di decadimento prima di 141Pr è l'elemento 58 (Cerio) e suoi isotopi, mentre dopo sono isotopi dell'elemento 60 (Neodimio).

## Ruolo biologico e precauzioni
Come tutte le terre rare, il praseodimio è moderatamente tossico. Analogamente ad altri lantanoidi di inizio serie quali lantanio, cerio e neodimio, il praseodimio ha un ruolo biologico essenziale nell'ambito del metabolismo di alcuni batteri. Non ha alcun ruolo noto nella biochimica degli eucarioti e quindi anche dell'uomo.